# Villars-le-Terroir
Villars-le-Terroir és un municipi de Suïssa del cantó de Vaud, situat al districte del Gros-de-Vaud.